# Pontins (Arroux)
Pontins (Pluraletantum), (französisch: Ruisseau des Pontins) ist ein kleiner Fluss in Zentral-Frankreich, der im Département Saône-et-Loire der Region Bourgogne-Franche-Comté nordwestlich der Stadt Montceau-les-Mines verläuft.

## Geographie

### Verlauf
Der Fluss entspringt unter dem Namen Bouilotte im äußersten Nordosten der Gemeinde Saint-Eugène, entwässert generell nach Südwesten, zunächst an der Grenze des Regionalen Naturpark Morvan und mündet schließlich nach rund 19 Kilometern bei Toulon-sur-Arroux als linker Nebenfluss in den Arroux.

### Orte am Fluss
(Reihenfolge in Fließrichtung)
- Les Marais, Gemeinde La Tagnière
- Courmarcou, Gemeinde Saint-Berain-sous-Sanvignes
- Les Golliards, Gemeinde Saint-Eugène
- Le Bois Feuilloux, Gemeinde Saint-Eugène
- Le Champ Bourreau, Gemeinde La Boulaye
- Toulon-sur-Arroux